# Landschaften aus Österreich (Briefmarkenserie)
Landschaften aus Österreich (auch Schönes Österreich) ist eine Dauermarkenserie von Österreich, die von 1973 bis 1984 erschienen ist. Jede Marke zeigt eine österreichische Landschaft oder ein österreichisches Bauwerk.

## Entwurf und Druck
Der Entwurf stammt von Otto Zeiller. Bei den Normalwerten wurden Stichtiefdruck und Rastertiefdruck als Kombinationsdruck verwendet. Bei der Automatenmarke wurde nur Rastertiefdruck verwendet. Die Marken wurden in Bögen gedruckt, die Automatenmarke wurde auch als Rollenmarke hergestellt.

## Markenformat
- Werte von 0,20 bis 20,00 Schilling: 28 mm * 33 mm (Breite * Höhe)
- 50,00 Schilling: 33 mm * 42 mm (Breite * Höhe)
- Automatenmarken: 21 mm * 24 mm (Breite * Höhe)

## Zähnung
- Normalwerte: Kammzähnung K 14
- 50,00 Schilling: Kammzähnung K 13,75:14
- Automatenmarke: Kammzähnung K 15:14,25

## Besonderheiten
Der Wert von 3,00 Schilling (Bischofsmütze) wurde auch im Kleinformat für Automaten hergestellt.
Bei dieser Briefmarkenserie gibt es die unüblichen Werte zu 4,20 Schilling und 5,60 Schilling. Diese Marken waren für das Kleinwalsertal in Vorarlberg bestimmt, für Sendungen nach Österreich galten die Inlands-Porti der österreichischen Post, für Sendungen nach Deutschland die Inlands-Porti der deutschen Bundespost, wodurch diese Werte notwendig wurden.
Vorgängerserie waren die Österreichische Baudenkmäler, gefolgt wurde diese Dauermarkenserie von den Stifte und Klöster in Österreich.

## Marktwert
Da diese Serie sehr lange im Gebrauch war, ist das Angebot relativ hoch. In postfrischem Zustand sind die Werte mit hohen Nominalwerten natürlich am wertvollsten. Der Preis ging aber durch die Euroumstellung (dadurch sind die Marken nicht mehr gültig) hier etwas zurück. Eine postfrische Marke von 50,00 Schilling von 1975 ist bei Onlineauktionen sicher um 3,00 Euro zu ersteigern. In gestempeltem Zustand erhält man bei Onlineauktionen für einen Euro etwa 1000 Marken, was einem Wert von 0,1 Eurocent je Marke entspricht. Eine komplette Serie (28 Werte) ist sauber gestempelt um 5,00 Euro zu haben, postfrisch um 15,00 Euro. Einzelne schön gestempelte Marken (mit Rundstempel und gut lesbarer Datums- und Ortsangabe) werden aber wesentlich höher gehandelt. Die hier angegebenen Werte sind Erfahrungswerte und nicht mit den Katalogpreisen zu vergleichen, die meistens viel höher werten. Katalogpreise eignen sich jedoch, um Briefmarken untereinander zu vergleichen. (Preise Stand 2006)

## Auflagezahlen
Die Auflagezahlen der Briefmarken sind nicht bekannt, die häufigsten Stücke sind aber die Werte von 2,50 Schilling, 3,00 Schilling und 4,00 Schilling, da diese Wertstufen über lange Zeit eine häufig verwendete Portostufe abdeckten. Man kann annehmen, dass einige dieser Werte eine Auflagenzahl von mehreren hundert Millionen Stück haben.
Die seltensten Werte diese Serie sind: 0,20 Schilling, 4,20 Schilling, 5,60 Schilling und 50,00 Schilling.

## Liste der Ausgaben
| Werte in Schilling | Motiv                                       | Farbe      | Ausgabedatum       | ANK-Nr. | Mi-Nr. |
| ------------------ | ------------------------------------------- | ---------- | ------------------ | ------- | ------ |
| 0,20               | Bergfried von Freistadt                     | mehrfarbig | 27. Juni 1980      | 1680    | 1649   |
| 0,50               | Mayrhofen im Zillertal                      | mehrfarbig | 16. September 1975 | 1582    | 1475   |
| 1,00               | Kahlenbergerdorf in Wien                    | mehrfarbig | 24. Jänner 1975    | 1583    | 1476   |
| 1,50               | Bludenz in Vorarlberg                       | mehrfarbig | 23. Oktober 1974   | 1584    | 1439   |
| 2,00               | Innbrücke bei Finstermünz                   | mehrfarbig | 12. Juli 1974      | 1585    | 1440   |
| 2,50               | Murau in der Steiermark                     | mehrfarbig | 24. Mai 1974       | 1586    | 1441   |
| 3,00               | Bischofsmütze                               | mehrfarbig | 22. März 1974      | 1587    | 1442   |
| 3,50               | Osterkirche in Oberwart                     | mehrfarbig | 4. September 1978  | 1588    | 1581   |
| 4,00               | Almsee in Oberösterreich                    | mehrfarbig | 12. Dezember 1974  | 1589    | 1430   |
| 4,20               | Hirschegg im Kleinwalsertal                 | mehrfarbig | 22. Juni 1979      | 1644    | 1612   |
| 4,50               | Windmühle in Retz                           | mehrfarbig | 24. September 1976 | 1590    | 1519   |
| 5,00               | Burgruine Aggstein                          | mehrfarbig | 30. November 1973  | 1591    | 1431   |
| 5,50               | Friedenskirchlein am Stoderzinken           | mehrfarbig | 1. Juli 1982       | 1741    | 1710   |
| 5,60               | Riezlern im Kleinwalsertal                  | mehrfarbig | 1. Juli 1982       | 1742    | 1711   |
| 6,00               | Lindauer Hütte im Rätikon                   | mehrfarbig | 27. Mai 1975       | 1592    | 1477   |
| 6,50               | Kirche zum Heiligen Kreuz in Villach        | mehrfarbig | 12. Mai 1977       | 1593    | 1549   |
| 7,00               | Burg Falkenstein in Kärnten                 | mehrfarbig | 13. November 1973  | 1594    | 1432   |
| 7,50               | Festung Hohensalzburg                       | mehrfarbig | 3. Juni 1977       | 1595    | 1550   |
| 8,00               | Bildstock bei Schloss Reiteregg             | mehrfarbig | 25. Februar 1976   | 1596    | 1506   |
| 9,00               | Asten in der Gemeinde Mörtschach im Mölltal | mehrfarbig | 9. Februar 1983    | 1761    | 1730   |
| 10,00              | Neusiedler See bei Podersdorf               | mehrfarbig | 13. November 1973  | 1597    | 1433   |
| 11,00              | Stadt Enns in Oberösterreich                | mehrfarbig | 24. September 1976 | 1598    | 1520   |
| 12,00              | Festung Kufstein                            | mehrfarbig | 3. Oktober 1980    | 1681    | 1654   |
| 14,00              | Weißsee in Salzburg                         | mehrfarbig | 27. Januar 1982    | 1727    | 1696   |
| 16,00              | Freilichtmuseum Bad Tatzmannsdorf           | mehrfarbig | 10. Oktober 1977   | 1599    | 1551   |
| 20,00              | Myrafälle bei Muggendorf                    | mehrfarbig | 7. Dezember 1977   | 1600    | 1565   |
| 50,00              | Kongresszentrum Hofburg in Wien             | mehrfarbig | 27. Februar 1975   | 1601    | 1478   |
| 3,00               | Bischofsmütze (Kleinformat)                 | mehrfarbig | 22. März 1974      | 1627    | 1596   |